# Мікель Ірібас
Мікель Ірібас (ісп. Mikel Iribas, нар. 13 квітня 1988, Сан-Себастьян) — іспанський футболіст, правий захисник клубу «Фуенлабрада».

## Ігрова кар'єра
Народився 13 квітня 1988 року в Сан-Себастьяні. Вихованець юнацьких команд футбольних клубів «Антігуоко» та «Реал Сосьєдад».
У дорослому футболі дебютував 2007 року виступами за команду «Реал Сосьєдад Б», в якій провів один сезон у третьому іспанському дивізіоні. 2008 року перейшов до іншого представника цього ж дивізіону, команди «Мірандес». З 2010 року став основним гравцем команди і допоміг їй 2012 року здобути підвищення в класі, яке дозволило йому в сезоні 2012/13 дебютувати в іграх Сегунди.
2013 року перейшов до іншої друголігової команди, «Алькоркона», у складі якого провів наступні три роки своєї кар'єри. 
До складу на той час третьолігового клубу «Фуенлабрада» приєднався 2016 року. За три роки, у 2019, допоміг і цій команді пробитися до Сегунди, де відтоді і продовжив свої виступи за клуб з Фуенлабради.